# برندون هاردستی
برندون هاردستی (انگلیسی: Brandon Hardesty؛ زادهٔ ۱۳ آوریل ۱۹۸۷) هنرپیشه اهل ایالات متحده آمریکا است. وی از سال ۲۰۰۶ میلادی تاکنون مشغول فعالیت بوده‌است.
از فیلم‌ها یا برنامه‌های تلویزیونی که وی در آن نقش داشته‌است می‌توان به پای آمریکایی: کتاب عشق، باکی لارسون: ستاره مادرزاد و بارت یک اتاق دارد اشاره کرد.